# Орчикський дендропарк
Орчикський дендропарк — дендрологічний парк у Зачепилівському районі Харківської області.
Дендрарій закладений у мальовничому куточку біля села Орчик у 1967 працівниками місцевого лісництва.
У наш час у дендропарку зростають понад тридцяти різних видів дерев і чагарників, завезених з інших природно-кліматичних зон.